# Malte au Concours Eurovision de la chanson 1971
Malte a participé au Concours Eurovision de la chanson 1971 le 3 avril à Dublin. C'est la première participation de Malte au Concours Eurovision de la chanson.
Le pays est représenté par le chanteur Joe Grech et la chanson Marija l-Maltija sélectionnés par TVM au moyen d'une finale nationale.

## Sélection

### Malta Song Festival 1971
Le radiodiffuseur maltais, TVM (Television Malta), à travers la 11e édition du Malta Song Festival (en), sélectionne l'artiste et la chanson représentant Malte pour sa première participation à l'Eurovision.
Cette édition du Malta Song Festival a eu lieu au début de l'année 1971 à La Vallette, des informations additionnelles ne sont pas connues. Mary Spiteri (en) l'une des participantes à la finale nationale représentera Malte par la suite en 1992.
Les chansons sont toutes interprétées en maltais, langue nationale et l'une des deux langues officielles de Malte.
Lors de cette sélection, c'est la chanson Marija l-Maltija, interprétée par le chanteur maltais Joe Grech, qui fut choisie, avec Anthony Chircop comme chef d'orchestre.

#### Finale
| Ordre | Artiste           | Chanson                      | Traduction                 | Points | Place |
| ----- | ----------------- | ---------------------------- | -------------------------- | ------ | ----- |
| 1     | Joe Cutajar       | Il-festa tal-poplu tad-dinja | La fête du peuple du monde | –      | –     |
| 2     | Carmen Schembri   | Ejja fil-qrib                | Viens plus près            | –      | –     |
| 3     | Mary Spiteri (en) | Min Int?                     | Qui es-tu ?                | –      | –     |
| 4     | Enzo Gusman (en)  | Dlonk, dlonk                 | De suite, de suite         | –      | –     |
| 5     | Edwin Galea       | Irrid nghix mieghek          | Je veux vivre avec toi     | –      | –     |
| 6     | Joe Grech         | Marija l-Maltija             | Marie, la Maltaise         | –      | 1     |

## À l'Eurovision
Chaque pays a un jury de deux personnes. Chaque juré attribue entre 1 et 5 points à chaque chanson.

### Points attribués par Malte
| 8 points | Espagne Royaume-Uni                  |
| 7 points | Luxembourg                           |
| 6 points | Irlande Italie                       |
| 5 points | Allemagne Monaco Suisse              |
| 4 points | Finlande Suède                       |
| 3 points | Autriche Norvège Portugal            |
| 2 points | Belgique France Pays-Bas Yougoslavie |

### Points attribués à Malte
| 10 points            | 9 points                                 | 8 points                                      | 7 points                                                                  | 6 points |
| -------------------- | ---------------------------------------- | --------------------------------------------- | ------------------------------------------------------------------------- | -------- |
|                      |                                          |                                               |                                                                           |          |
| 5 points             | 4 points                                 | 3 points                                      | 2 points                                                                  |          |
| - Espagne - Pays-Bas | - Autriche - Belgique - Irlande - Italie | - Allemagne - Finlande - France - Yougoslavie | - Luxembourg - Monaco - Norvège - Portugal - Suède - Suisse - Yougoslavie |          |

Joe Grech interprète Marija l-Maltija en 2e position lors de la soirée du concours, suivant l'Autriche et précédant Monaco (pays vainqueur par la suite).
Au terme du vote final, Malte termine 18e et dernière sur les 18 pays, ayant reçu 52 points au total,.